# NGC 4334
NGC 4334 (również PGC 40218 lub UGC 7458) – galaktyka spiralna z poprzeczką (SBab), znajdująca się w gwiazdozbiorze Panny. Odkrył ją John Herschel 24 kwietnia 1830 roku. Jest zaliczana do radiogalaktyk.